# Premio musicale Mauricio Kagel
Il premio musicale Mauricio Kagel è un premio musicale istituito nel 2011 dalla fondazione Kunststiftung NRW di Düsseldorf, assegnato con cadenza biennale.
Il premio ammonta a 50000 €, di cui 30000 € vanno al vincitore e 20000 € devono essere investiti per sviluppare un progetto artistico nella Renania Settentrionale-Vestfalia. Viene assegnato come riconoscimento ad artisti di rilievo internazionale che svolgono attività di ricerca interdisciplinare tra musica-immagine-performance, ambito in cui Mauricio Kagel è stato particolarmente attivo.

## Vincitori
- 2011: Georges Aperghis
- 2013: Michel van der Aa[3]
- 2015: Rebecca Saunders
- 2017: Simon Steen-Andersen[4][5]